# Алгебричний многовид
В алгебричній геометрії алгебричний многовид — множина точок, координати яких задовольняють деякій системі поліноміальних рівнянь.

## Визначення
Розглядаються чотири види алгебричних многовидів: афінні многовиди, квазі-афінні многовиди, проєктивні многовиди і квазі-проєктивні многовиди.

### Афінні многовиди
Нехай {\displaystyle K\,} є алгебрично замкнуте поле і {\displaystyle \mathbf {A} ^{n}} — n-вимірний афінний простір над {\displaystyle K\,}. Многочлени {\displaystyle F\in K[x_{1},...,x_{n}]} можна розглядати як функції з {\displaystyle \mathbf {A} ^{n}}, зі значеннями в {\displaystyle K\,}. Для кожного {\displaystyle S\subset k[x_{1},...,x_{n}]} можна визначити підмножину {\displaystyle \mathbf {A} ^{n}}, в якій значення всіх поліномів з множини {\displaystyle S\,} рівне нулю:
{\displaystyle Z(S)=\{x\in \mathbf {A} ^{n}|f(x)=0\quad \forall f\in S\}}
Підмножина {\displaystyle V\,}, множини {\displaystyle \mathbf {A} ^{n}} називається афінною алгебричною множиною, якщо {\displaystyle V=Z(S)\,} для деякої {\displaystyle S\,}. Непорожня афінна алгебрична множина називається незвідною, якщо вона не може бути представлена у вигляді суми двох  алгебричних підмножин. Незвідні афінні алгебричні множини називаються афінними алгебричними многовидами, або просто афінними многовидами.
Для афінного многовиду можна задати природну топологію, замкнутими множинами якої є всі алгебричні множини. Дана топологія називається топологією Зариського.
Для {\displaystyle V\subset \mathbf {A} ^{n}}  нехай {\displaystyle I(V)\,} — ідеал многочленів,  значення яких на множині {\displaystyle V\,} рівні нулю.
{\displaystyle I(V)=\{f\in k[x_{1},...,x_{n}]|f(x)=0\quad \forall x\in V\}}
Для будь-якої алгебричної множини  {\displaystyle V\,} координатним кільцем або структурним кільцем  називається фактор-кільце многочленів по цьому ідеалу.

### Проєктивні многовиди
Нехай {\displaystyle \mathbf {P} ^{n}} — n-вимірний проєктивний простір над полем {\displaystyle K\,}. Однорідний многочлен {\displaystyle K[x_{0},...,x_{n}]\,}, можна розглядати як функцію {\displaystyle \mathbf {P} ^{n}}, зі значеннями в {\displaystyle K\,}.  Для будь-якого {\displaystyle S\subset \mathbf {P} ^{n}}  аналогічно, як у афінному випадку визначаємо:
{\displaystyle Z(S)=\{x\in \mathbf {P} ^{n}|f(x)=0\quad \forall f\in S\}}
Підмножина {\displaystyle V}, множини {\displaystyle \mathbf {P} ^{n}} називається проєктивною алгебричною множиною, якщо {\displaystyle V=Z(S)\,} для деякої {\displaystyle S\,}. Непорожня проєктивна алгебрична множина називається незвідною, якщо вона не може бути представлена у вигляді суми двох  алгебричних підмножин. Незвідні проєктивні алгебричні множини називаються проєктивними алгебричними многовидами, або просто проєктивними многовидами.
Як і у афінному випадку , можна природним чином задати топологію Зариського.
Для {\displaystyle V\subset \mathbf {P} ^{n}}  Нехай {\displaystyle I(V)\,} — ідеал, породжений усіма однорідними многочленами, значення яких на множині {\displaystyle V\,} рівне нулю. Для будь-якої проєктивної алгебричної множини {\displaystyle V\,} фактор-кільце по  цьому ідеалу називається координатним кільцем.

## Основні властивості
- Афінна алгебрична множина {\displaystyle V\,} є алгебричним многовидом тоді і тільки тоді коли {\displaystyle I(V)\,} є простим ідеалом.
- Довільна непорожня афінна алгебрична множина може бути явно представлена у вигляді суми алгебричних многовидів.